# Romantična razmerja na delovnem mestu
Romantična razmerja na delovnem mestu so razmerja, ki vključujejo medsebojno spolno privlačnost med dvema članoma organizacije. Klasična predpostavka je, da morata biti ekonomska učinkovitost in profit ločena od ljubezni. Postavlja pa se vprašanje, ali lahko ljubezen obstaja tudi v delovnih organizacijah. Nekateri avtorji trdijo, da uspešna, trajna in ekonomsko dolgo-trajajoča organizacija najbrž celo potrebuje izkazovanje ljubezni v sami organizaciji. Ena izmed oblik ljubezni je tudi tovariška ljubezen. Do nje pride, ko si dve osebi delita podobne izkušnje, imata skupne načrte in skupaj prebrodita določene zahteve. Do tega pride na primer v šoli oziroma na univerzi, v vojski itd. Od navadne naklonjenosti se ta ljubezen razlikuje po deljenju nečesa objektivnega. Podjetja so dober prostor za razvijanje tovariške ljubezni. Ljubezen se torej razvije med dvema, ki nekaj skupaj delata, imata določen skupen interes, projekt, stališče ... To je lahko vezano na samo organizacijo ali pa tudi ne. Ljudje morajo razviti ljubezen v njihovih odnosih v organizaciji, če hočemo, da je organizacija uspešna, privlačna ostalim ljudem in zmožna stabilnosti čez čas. Podjetja so pravzaprav naravno okolje, v katerem se prične romantično razmerje.
Quinn je izpostavil tri motive, zaradi katerih se posamezniki spuščajo v razmerja na delovnem mestu. Prvi motiv se nanaša na ljubezen; takšna razmerja nastanejo zaradi resnične naklonjenosti in skrbi za partnerja. Do ego razmerij prihaja predvsem zaradi vzburjenja in pustolovščine, ki ju to razmerje omogoča. Zadnji motiv pa se nanaša na zaposlitev, in sicer v takšna razmerja ljudje vstopajo zaradi možnosti službenega napredovanja.
Quinnov model pa je bil nekoliko posodobljen in razširjen na štiri motive:

#### Podobnost
Najpogostejše prepričanje je, da se posamezniki spuščajo v takšna razmerja zaradi podobnosti in možnosti raziskovanja svojih podobnosti. Veliko časa, ki ga preživijo skupaj in načeloma precej udobno okolje zaposlenim omogoča, da se med seboj bolje spoznajo. Počasi začnejo razkrivati bolj osebne stvari in posledično razvijejo globlje razmerje.

#### Čas
Do teh razmerij pride zaradi časa, ki ga dva zaposlena preživita skupaj. Med delom se razvijajo tudi medosebna razmerja, zaposleni preživijo večji del časa skupaj. Neizbežno je, da začnejo govoriti o svojem osebnem življenju, preferencah, hobijih itd. Tako se začnejo razvijati romantična razmerja med njimi. Velika težnja po izboru partnerja na istem delovnem mestu ni nujno odpor do tega, da bi imel partner drugačno zaposlitev kot mi, temveč posledica omejenega števila prijateljev, pomanjkanja časa in z delom povezanega stresa.

#### Priložnost
Delovno mesto naj bi pogosto dovoljevalo oziroma ponekod celo spodbujalo bližino med zaposlenimi. Delovno mesto je torej dobra priložnost za spoznavanje ljudi. Gre za ljudi, s katerimi zlahka komuniciramo, delamo na podobnih projektih in so nam podobni. Veliko lažje je začeti takšno razmerja, kot pa partnerje iskati drugje, izven službe.

#### Spolna aktivnost
Zaposleni se spustijo v takšna razmerja, ker si želijo zgolj spolno razmerje. Gre ga motiv, podoben Quinnovemu ego-motivu, kjer je v ospredju vzburjenje. Takšnim zaposlenim je pomembno predvsem fizično razmerje.
Romantična razmerja na delovnem mestu so dveh vrst. S pojmom lateralna razmerja označujemo romantično razmerje dveh zaposlenih, ki imata v organizaciji enak status. Zaposlena, ki sta vpletena v razmerja in pripadata različnih organizacijskim statusom, na primer nadzornik določene enote in njegov podrejeni, pa sta vključena v hierarhično razmerja. Preučevali so tudi, kako sodelavci zaznavajo in odgovarjajo na dva sodelavca, ki sta v razmerju. Zaposleni so navajali, da bi občutili manj solidarnosti in zaupanja, obenem pa bi se prej spustili v manipulacijo z informacijami, v primeru ko je zaposleni v razmerju s superiornim, v primerjavi, če je v razmerju z zaposlenim, z enakim statusom.
Posledice razmerij so odvisne od motiva in vrste razmerja - hierarhična ali lateralna. Tradicionalni pristopi se osredotočajo zgolj na negativne vidike razmerij, medtem ko sodobnejši raziskovalci opozarjajo, da je pomembno izpostavljati tudi pozitivne posledice, kot sta na primer povečana uspešnost na delovnem mestu in pripadnost podjetju.

#### Produktivnost na delovnem mestu
Laično prepričanje je, da so zaposleni lahko v razmerjih, dokler to (negativno) ne vpliva na njihovo delovno produktivnost. Veliko študij ugotavlja, da so zaposleni, ki so vključeni v romantična razmerja, na delovnem mestu bolj produktivni. Obenem pa opozarjajo, da produktivnost in razmerja niso enoznačno povezana. Zaposleni v razmerjih izražajo znižano produktivnost v začetnih fazah razmerja in zvišano produktivnost pri kasnejših fazah. Zaposleni, ki vstopajo v razmerje z ljubezenskimi motivi kažejo zvišano produktivnost z namenom napraviti vtis na upravo, medtem ko zaposleni, ki vstopajo v razmerja z ego ali službeno povezanimi motivi kažejo ali manjši upad ali nobenih sprememb v produktivnosti. Hierarhična razmerja imajo večji negativni vpliv na produktivnost, v primerjavi z lateralnimi razmerji.

#### Motivacija
Na začetku romantičnega razmerja sta partnerja bolj zainteresirana za skupno preživljanje časa ter spoznavanje drug drugega, kar se kaže v manjši motivaciji na delovnem mestu. V kasnejših fazah razmerja, pa motivacija ponovno naraste na začetno točko.

#### Zadovoljstvo na delovnem mestu
Zaposleni, ki so zadovoljni z njihovim romantičnim razmerjem na delovnem mestu so bolj verjetno zadovoljni z določenimi vidiki lastne zaposlitve, kot tisti, ki niso zadovoljni s svojim razmerjem.

#### Moralnost
Romantična razmerja imajo lahko pozitiven, kot tudi negativen vpliv na občutke moralnosti v organizaciji. Hierarhična razmerja načeloma negativno vplivajo na zaznano moralo tistega, ki je vpleten v takšno razmerje, medtem ko imajo lateralna razmerja pozitiven vpliv. Bolj kot je hierarhično razmerje vidno javnosti oziroma drugim zaposlenim, večji negativni vpliv ima.

#### Govorice
Tisti zaposleni, za katere predvidevajo, da so v romantična razmerja vpleteni zaradi službeno-povezanih motivov so bolj verjetno podvrženi negativnim govoricam, kot tisti, za katere domnevajo, da so v razmerja vpleteni zaradi ljubezni. Govorice so tudi bolj negativne, če je podrejeni zaznan kot vključen v razmerje zaradi službeno-povezanih motivov v hierarhičnem razmerju.

#### Spolno nadlegovanje
Hierarhična razmerja, pogosteje od lateralnih, vodijo v spolno nadlegovanje. Po končanju razmerju se ljudje navadno izogibajo stikom z bivšim partnerjem. Pri razmerjih na delovnem mestu, pa so zaposleni pogosto še vedno prisiljeni v stalno interakcijo z bivšim partnerjem, saj to narekujejo zahteve dela. Takšni odnosi pogosto privedejo do negativnih emocij, ki lahko rezultirajo v spolnem nadlegovanju.
Raziskava, izvedena na slovenskem vzorcu, na portalu MojeDelo, je pokazala, da je skoraj tretjina sodelujočih že imela razmerje na delovnem mestu. Večina je svoje razmerje opisala kot pravo ljubezensko zvezo, več kot petina pa je imela s sodelavci le spolne odnose. Slaba četrtina sodelujočih je svoje razmerje opisala kot vzajemno platonsko ljubezen. Največje število razmerij je bilo med enakovrednimi sodelavci, četrtina je poročala o razmerju z nadrejenim, 11 % pa s podrejenim. Večina je po končanem razmerju s sodelavcem ostala v dobrih odnosih, pri tretjini so se ti odnosi poslabšali, 12 % pa je razmerje nadgradilo s poroko.
Vodilno osebje, ki upravlja s človeškimi viri, bi se moralo osredotočiti tako na minimizacijo tveganj takšnih razmerij, kot tudi na maksimizacijo nagrad. Smiseln in pragmatičen pogled pravi, da razmerja na delovnem mestu ne morejo biti učinkovito prepovedana. Stroga pravila, ki ne vključujejo nikakršne tolerance najpogosteje privedejo do skrivanja razmerja, kar pa pogosto privede do še večjih in bolj zapletenih težav, s katerimi se mora spopadati vodstvo.
Quinn je opisal tri splošne načine reagiranja organizacije na razmerja njihovih zaposlenih. Najpogostejša reakcija je ne-ukrepanje oziroma ignoriranje zveze. Člani vodstva verjamejo, da se bo težava rešila sama od sebe ali pa se izogibajo tveganju, povezanem z govorom o tej temi. Vodstvo lahko odgovori tudi s kaznijo, kar med drugim vključuje ukor, opozorilo, prenehanje delavnega razmerja ali premestitev. Po drugi strani pa se vodstvo lahko odzove tudi pozitivno, na primer s tem, da organizira odprto diskusijo o romantičnih razmerjih na delovnem mestu ali partnerjem nudi svetovanje.
Da bi čim bolj zmanjšali možnost nepravičnih intervencij, naj organizacije ukrepajo zgolj, če romantično razmerje vpliva na delovno uspešnost posameznika, komentar pa naj bo tudi osredotočen na uspešnost posameznika, ne pa na samo razmerje.
Politika ali metoda, ki omejuje razmerja na delovnem mestu, tudi omejuje pozitivne posledice, ki jih ima takšno razmerje. Vodje bi morali razviti pristope, ki so organizacijsko smiselni do zmanjševanja negativnih in povečevanja pozitivnih učinkov.

#### Ljubezenska pogodba
Ker se tako vrednote in etika razlikujejo od organizacije do organizacije, bi morala vsaka organizacija jasno opredeliti vrste romantičnih razmerij, ki so dovoljene, nezaželene in prepovedane, obenem pa tudi navesti posledice oziroma ukrepe, ki jih bo vodstvo izvedlo, če te zapovedi ne bodo upoštevane. Ljubezenska pogodba ali pogodba o razmerju je legalna metoda, s katero organizacija priznava razmerja med dvema zaposlenima. Gre za precej staro metodo, s katero lahko organizacija omejuje oziroma celo izloči lastno odgovornost, vendar obenem izključi tudi pozitivne učinke razmerja. Če se vodstvo nad razmerjem ne navdušuje, lahko brez težav kaznuje zaposlenega. Pri tem pa lahko pozabi na morebitne pozitivne posledice razmerja. Najbolje je, če vodstvo obravnava razmerje med dvema kot del širše organizacijske strukture.

#### Trening vodstva
Večina profesionalcev, zaposlenih na področju dela s človeškimi viri, torej manegerjev in supervizorjev, bi se morala udeležiti treninga o tem, kako se spopadati z razmerji na delovnem mestu. Trening bi moral vključevati usposabljanje o tem, kako razviti, aplicirati in vrednotiti rezultate anket, ki merijo posameznikovo zadovoljstvo na delovnem mestu, vpletenost v delo, organizacijsko pripadnosti in delovno storilnost. Gre namreč za faktorje, ki so povezani s sodelovanjem zaposlenih. Obenem bi morali pridobiti veščine o tem, kako odgovoriti na pritožbe nadlegovanja, ki izhajajo iz določenega predhodnega razmerja, med domnevnim nadlegovalcem in pritožnikom. Poleg tega pa bi morali zaposlene opozarjati o morebitnih negativnih posledicah takšne zveze.
1. 1 2 3 4  Quinn, R. E. (1977). Coping with Cupid: The Formation, Impact, and Management of Romantic Relationships in organizations. Administrative Science Quarterly, 22. 30–45.
2. ↑  Argandona, A. (2011). Beyond Contracts: Love in firms. Journal of buisness Ethics, 99(1), 77–85.
3. ↑  Cowan, R. L. in Horan, S. M. (2014). Why Are You Dating Him? Contemporary Motives for Workplace Romances. Qualitative Research Reports in Communication, 15(1), 9–16.
4. ↑  Wang, Y. J., Hsu, K. L. Chanf, C. S. in Wu, C. H. (2012). Interrelationships between romance, life quality, and medical training of female residents. Journal of Chinese Medical Association 75(8), 402–408.
5. 1 2  Pierce, C. in Aguinis, H. (1997). Bridging the gap between romantic relationship and sexual harrassment in organizations. Journal of orgaizational behaviour, 18, 197–200.
6. ↑  Horan, S. M. in Rebecca, M. C. (2009). When Work and Love Mix: Perceptions of Peers in Workplace Romances. Western journal of Communication, 73(4), 349–369.
7. 1 2 3 4  Ariani, M. G., Ebrahimi, S. S. in Saeedi, A. (2011). Managing Workplace Romance; A Headache for Human Resource Leaders. International Proceedings of Economics Development and Research, 19, 99–103.
8. 1 2 3 4 5  Pierce, C. A., Byrne, D. in Aguinis, H. (1996). Attraction in organizations: a model of workplace romance. Journal of organizational behaviour, 17, 5–32.
9. ↑  Damjanovič, A. (2016). Ljubezen na delovnem mestu.  Arhivirano 2016-08-06 na Wayback Machine.
10. ↑  Schaufer, Thudor in Thomas. 2001